# Yasuo Kobayashi
Yasuo Kobayashi (小林 保雄; Tokyo, 20. rujna 1936.), japanski majstor borilačkih vještina. Izravni je učenik Moriheija Ueshibe. Nositelj je 8. Dana u aikidu.

## Životopis
Yasuo Kobayashi je rođen u Kudanu, Chiyoda-ku, u Tokyu. Iako je judo započeo vježbati kao dijete u Kodokanu, vrlo brzo je prešao na aikido. Ovu vještinu je započeo vježbati u Hombu dojou na početku studija 1954. godine kao uchi-deshi kod Moriheija Ueshibe. Godine 1969. osnovao je vlastiti dojo u Kodairi. Također, brine se za aikido klubove na Sveučilištu Meiji, Sveučilištu Saitama i Tokyo Economics University. Redovito predaje aikido u inozemstvu; Tajvanu, Finskoj, Švedskoj, Velikoj Britaniji, Kanadi, Brazilu, Njemačkoj i Sjedinjenim Američkim Državama.
Od siječnja 2003. godine, postoji 120 skupina koje su izravno pod nadzorom ili su slabije povezane s Kobayashijevom organizacijom Aikido Kobayashi Dojo. Za svoje napore na širenju aikida, Kobayashi Dojo dobio je nagradu za izvrsnost od Japanskog budo vijeća 1987. godine.
Živi u Tokyu. 

## Vanjske povezice
- Aikido Kobayashi Dojo
- Yasuo Kobayashi and Fumiko Nakayama – Living Aikido: Part 1